# 1000.
1000. je prvo desetletje v 11. stoletju med letoma 1000 in 1009. 